# Коне, Юссуф (футболист, 1995)
Юссу́ф Коне́ (фр. Youssouf Koné; род. 5 июля 1995, Бамако) — малийский футболист, левый защитник алжирского клуба «Кабилия» и сборной Мали.

## Клубная карьера
Профессиональную карьеру начал за фарм-клуб «Лилль». Дебют в Лиге 1 состоялся 2 марта 2014 года в матче против «Аяччо». Второе его появление за основную команду состоялось 12 апреля того же года в матче против «Валансьен». Сезон 2017/18 Коне провёл в аренде в клубе «Реймс».
3 июля 2019 году Коне перешёл в «Олимпик Лион» за 9 млн евро.
В феврале 2021 года перешёл в турецкий «Хатайспор» на правах аренды. 21 февраля дебютировал в чемпионате Турции в матче против «Эрзурумспора», выйдя на замену на 71-й минуте вместо Александроса Катраниса.
30 августа 2022 года на правах аренды перешёл в клуб французской Лиги 1 «Аяччо» до конца сезона 2022/23. 8 октября 2022 года дебютировал за «Аяччо», выйдя в стартовом составе матча Лиги 1 против «Олимпик Марсель».
28 августа 2023 года Коне расторг контракт с «Лионом» по обоюдному согласию и присоединился к «Моленбеку», подписав однолетний контракт.
9 сентября 2024 года подписал однолетний контракт с алжирским клубом «Кабилия».

## Карьера за сборную
Дебют за национальную сборную Мали состоялся 6 сентября 2015 года в матче квалификации на Кубок африканских наций 2017 против сборной Бенина.